# Seznam narodnih herojev Jugoslavije (U)
Seznam narodnih herojev Jugoslavije, katerih priimki se začnejo na črko U.

## Seznam
- Mile Uzelac (1913–1987), z redom narodnega heroja odlikovan 27. novembra 1953.
- Srđan Uzelac (1913–1944), za narodnega heroja proglašen 5. julija 1951.
- Gojko Ujdurović (1918–1943), za narodnega heroja proglašen 14. decembra 1949.
- Mate Ujević (1920–2002), z redom narodnega heroja odlikovan 20. decembra 1951.
- Miodrag Umjenović (1922–1943), za narodnega heroja proglašen 13. marca 1945.
- Aleksandar Urdarevski Stanko (1920–1943), za narodnega heroja proglašen 20. julija 1951.
- Miodrag Urošević Artem (1922–1942), za narodnega heroja proglašen 20. decembra 1951.
- Sredoje Urošević (1917–2007), z redom narodnega heroja odlikovan 27. novembra 1953.
- Janez Učakar (1918–1995), z redom narodnega heroja odlikovan 27. novembra 1953.